# Boom Chicka Boom
Boom Chicka Boom è il quarantanovesimo album in studio del cantante country statunitense Johnny Cash, pubblicato nel 1990.

## Tracce
1. A Backstage Pass – 3:23 (Johnny Cash)
2. Cat's in the Cradle – 3:18 (Harry Chapin, Sandy Chapin)
3. Farmer's Almanac – 3:48 (Johnny Cash)
4. Don't Go Near the Water – 2:29 (Johnny Cash)
5. Family Bible – 2:49 (Walt Breeland, Paul Buskirk, Claude Gray)
6. Harley – 4:09 (Michael Martin Murphey, Chick Rains)
7. I Love You I Love You – 2:54 (Johnny Cash)
8. Hidden Shame – 3:59 (Elvis Costello)
9. Monteagle Mountain – 3:12 (Richard McGibony)
10. That's One You Owe Me – 3:01 (Jim Elliott, Mark D. Sanders)
11. Veteran's Day (Bonus track) – 2:58 (Tom Russell)